# Kelvin Wilson
Kelvin Wilson (ur. 3 września 1985 w Nottingham) – angielski piłkarz występujący na pozycji środkowego obrońcy, gracz Nottingham Forest.